# Кравцевич, Александр Константинович
Алекса́ндр Константи́нович Кравце́вич (бел. Алякса́ндр Канстанці́навіч Краўцэ́віч; род. 13 сентября 1958, Лупачи, Гродненская область) — советский и белорусский историк-медиевист, археолог.

## Биография

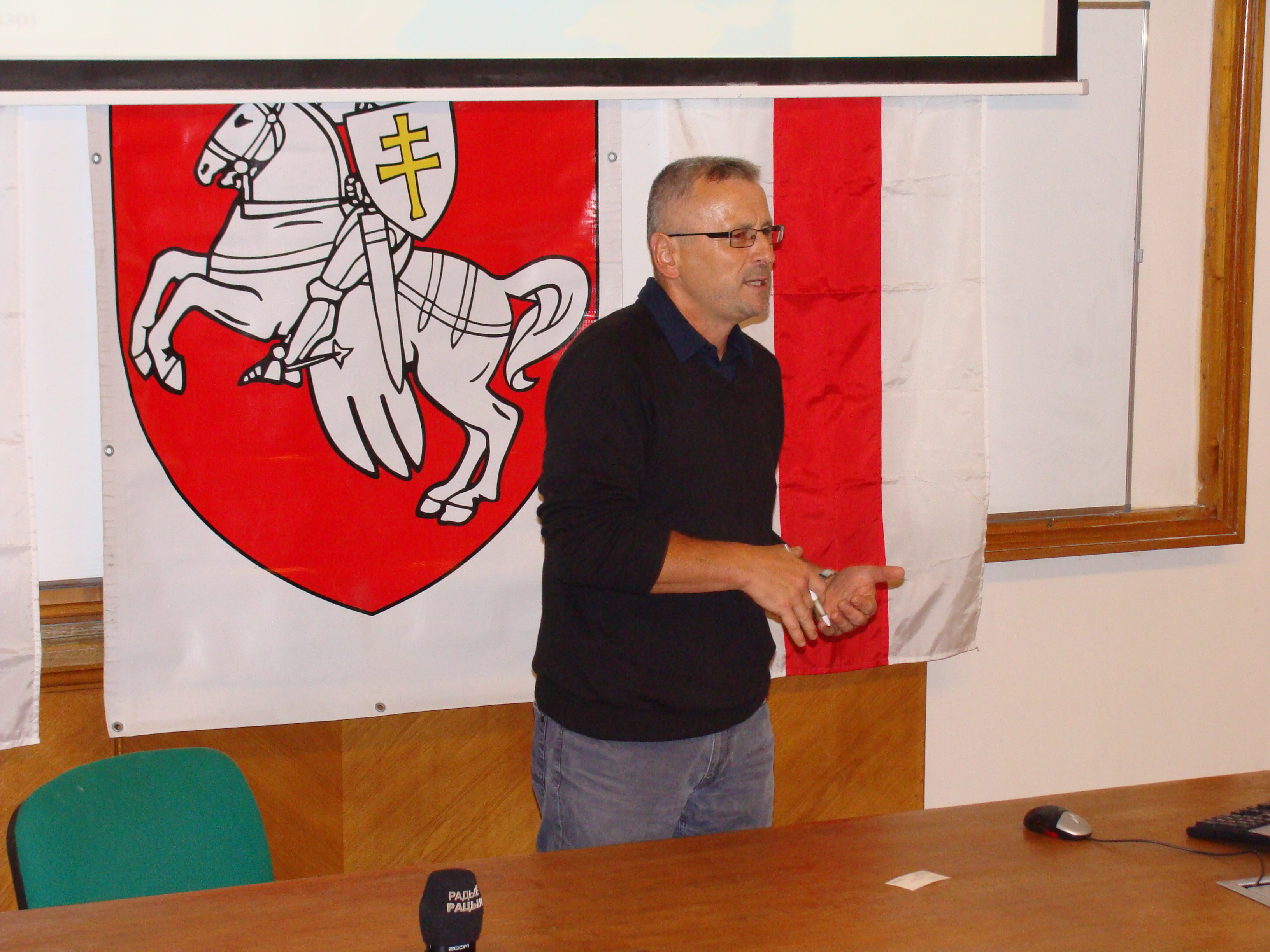
Александр Кравцевич в Варшаве

Родился 13 сентября 1958 года в деревне Лупачи Мостовского района в семье учительницы и крестьянина. Также есть младший брат — Дмитрий Кравцевич — преподаёт географию в Лицее БГУ. Окончив восьмилетнюю школу, в 1973 году поступил Гродненский техникум физической культуры, планировал стать военным моряком. После окончания учёбы в техникуме на «отлично», изменил планы и в 1976 году поступил на исторический факультет Белорусского государственного университета.
В университете оформились его научные интересы, связанные с археологией и средневековой историей Белоруссии.
Во время летних каникул в составе стройотряда работал на строительстве калийного завода в Солигорске (1978), Байкало-Амурской магистрали (1979, 1980). С 1980 года активно участвовал в археологических экспедициях Белорусского Реставрационно-проектного института под руководством Трусова.
В 1981 году с отличием окончил университет, поступил в аспирантуру Института археологии АН СССР. Аспирантуру закончил в 1984 году, а в 1988 году под руководством академика Б. А. Рыбакова защитил кандидатскую диссертацию по теме «Города и замки Белорусского Понемонья XIV—XVII веков (планировка, культурный слой)».
Работал младшим научным сотрудником отдела археологии Института истории АН БССР (1985—1987), руководителем отдела архитектурно-археологических исследований Белорусского Реставрационно-проектного института (1987—1990), заведующим отделом археологии архитектурно-реставрационного кооператива «Арк» (1991—1993), заместителем председателя Государственной инспекции охраны историко-культурного наследия (1993), первым проректором Гродненского государственного университета (1994—1995).
В 1995 году поступил в докторантуру Белорусского государственного университета. С февраля 1996 по май 1997 года стажировался в Ягеллонском университете в Кракове под руководством профессора Ежи Выразумсского. В это время подготовил основную часть своей докторской диссертации «Великое княжество Литовское во второй половине XII — начале XIV веков: генезис государства по письменным и археологическим источникам», которую защитил 4 декабря 1998 года.
С 1999 года регулярно преподаёт в университетах Польши. В 2001 году был избран председателем исполкома Совета Белорусского исторического общества. С 1998 года — редактор журнала «Исторический Альманах» (Гродно).